# Swizz Beatz
Swizz Beatz, de son vrai nom Kasseem Dean, né le 13 septembre 1978 dans le Bronx, New York, est un rappeur, producteur, entrepreneur et designer américain. Il est d'origines jamaïcaine, érythréenne et porto-ricaine, et créateur du label Full Surface Records. En 2012, des rumeurs le lient à Megaupload comme directeur général avec la complicité d'Universal,.
Swizz Beatz a produit des singles à succès pour de nombreux artistes importants de différents genres musicaux comme notamment hip-hop, pop, soul et RnB. Ces singles incluent ruff ryders anthem sur laquelle il deviendra connu, s’ensuivront  Party Up (Up in Here) (DMX), Check on It, Ring the Alarm (Beyoncé), Good Times (Styles P), Bring 'Em Out (T.I.), Hotel, I'm a Hustla (Cassidy), et Touch It (Busta Rhymes). Swizz Beatz devient professeur de musique à l'Université de New York entre 2010 et 2011. About.com le classe 27e dans son « top 50 des meilleurs producteurs de hip-hop », et le magazine The Source le choisit dans sa liste des « 20 plus grands producteurs ». Son ami et rappeur Kanye West considère Dean « comme le meilleur rappeur producteur de tous les temps. » Dean est l'époux de la chanteuse de RnB Alicia Keys, avec qui il a eu deux enfants.

## Biographie

### Jeunesse et débuts (1978–2006)
Kasseem Dean est né le 13 septembre 1978 dans le quartier du Bronx, à New York. Adolescent, il emménage avec sa famille à Atlanta, où il devient disc jockey. Tandis que ses oncles Darrin « Dee » Dean et Joaquin « Waah » Dean fondent le label Ruff Ryders Entertainment, Swizz Beatz débute dans la production de titres à l'âge 16 ans. Swizz reçoit ce surnom dans son enfance ; il portait toujours des chaussures K-Swiss et tout le monde l'appelait K-Swiss,,.
Dean vend son premier titre à DMX qui en fait le morceau Ruff Ryders Anthem. En 2001, alors qu'il n'a que 23 ans, il crée son propre label Full Surface Records, filiale de la major J Records. Son premier artiste signé est le rappeur de Philadelphie Cassidy. En décembre 2002, Swizz Beatz publie G.H.E.T.T.O. Stories, un « album de producteur » en collaboration avec plusieurs artistes comme Jadakiss, Shyne, Mashonda, LL Cool J, Styles P., et Lil Kim. Swizz Beatz travaille alors surtout pour les artistes des labels Ruff Ryders et Roc-A-Fella Records. Il collabore cependant assez régulièrement avec ceux d'Elektra Records, Atlantic Records, Epic Records, Def Jam ou encore Bad Boy Records. Sa carrière prend alors un tournant important. Il produit pour des artistes renommés : DMX (Party Up (Up in Here)), Beyoncé (Check on It, Ring the Alarm), T.I. (Bring 'Em Out), Styles P. (Good Times) et Busta Rhymes (Touch It).
En 2003, il commence à développer davantage son label. Big Tigger, Keith Sweat, Bounty Killer et Yung Wun sont alors pressentis pour signer sur Full Surface. Finalement, Yung Wun est le seul à signer. Swizz Beatz lui produit son album The Dirtiest Thirstiest et coproduit son single Tear It Up,,.
En 2006, il devient un partenaire de la marque Kidrobot. Il crée des objets Art toys en éditions limitées. En novembre 2006, il produit un titre de l'album posthume de 2Pac, Pac's Life.

### One Man Band Man(2007)

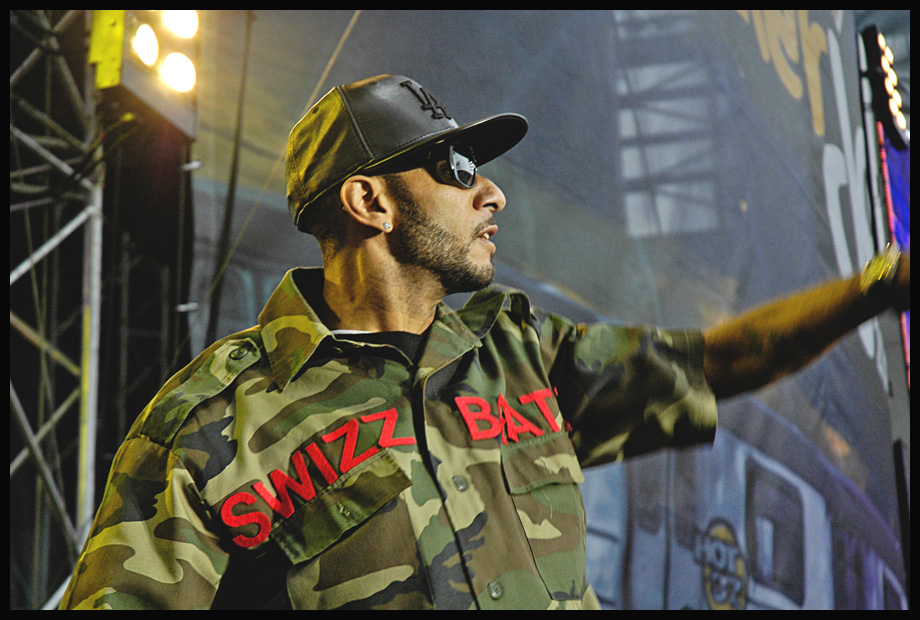
Swizz Beatz sur scène au Hot 97's Summer Jam de 2007, au Giants Stadium, East Rutherford, dans le New Jersey, aux États-Unis.

En février 2007, il mixe la musique au défilé de la compagnie Heatherette à la Fashion Week de New York. Swizz Beatz publie son deuxième album, One Man Band Man le 21 août 2007. Il compte 45 000 exemplaires écoulés la première semaine aux États-Unis et atteint la 7e place du Billboard 200. Contrairement à G.H.E.T.T.O. Stories, un « album de producteur » avec beaucoup d'invités, ce second album est un véritable album solo. Il fait participer Chris Martin de Coldplay, Snoop Dogg, Jadakiss, Lil Wayne, Drag-On et R. Kelly.
Le 19 octobre 2007, Swizz Beatz lance le concours Share the Studio, présenté par Music Video 2.0 et le magazine The Source. La même année, Swizz Beatz signe sur son label son ami de longue date Drag-On, le groupe Bone Thugs-N-Harmony, ainsi que l'ancienne rappeuse de Ruff Ryder Eve.

### Monster Music Group (depuis 2008)
En 2008, Dean se lance dans l'enregistrement de son deuxième album. À la fin de 2007, dans une interview avec Format Magazine, il annonce le titre Life After the Party et explique : « les opportunités que j'ai pu avoir quand j'ai fait mon album (One Man Band Man) sont bien plus grandes que la production [...]. » En mars 2009, Swizz Beatz publie une chanson intitulée You Stay on My Mind. Le 24 avril 2009, il publie un single promotionnel pour Hennessy Black, intitulé When I Step in the Club. Un clip vidéo, réalisé par Hype Williams, est également publié. En 2009, Swizz Beatz produit de nombreux singles à succès comme Nasty Girl de Ludacris et Plies, Who's Real de Jadakiss avec OJ da Juiceman, Million Bucks de Maino, Million Dollar Bill' de Whitney Houston, I Can Transform Ya de Chris Brown avec Lil Wayne et On to the Next One de Jay-Z.
Le 12 février 2010, lui et 81 artistes dont Kanye West, Lil Wayne, Justin Bieber, Miley Cyrus, Jamie Foxx, Will.i.am et Usher chantent We Are the World 25 for Haiti durant la cérémonie d'ouverture des Jeux olympiques d'hiver de 2010 de Vancouver.
Son nouvel album, Haute Living, anciennement intitulé Life After the Party, est annoncé pour septembre 2011. L'album devrait sortir sous la « bannière » Everest Entertainment/Atlantic/Warner, où il a signé en août 2010. Sur cet album devaient participer Alicia Keys, Beyoncé, Jay-Z, Lil Wayne, Mary J. Blige, Coldplay, John Legend, Drake, Kanye West, Ludacris, LL Cool J, Method Man, Redman, Busta Rhymes, André 3000, Snoop Dogg, Mos Def, Pharrell Williams et T.I.. Le premier single de Haute Living, intitulé Everyday (Coolin'), contient un couplet de la rappeuse Eve, est produit par Joe Lindsay, et publié sur monstermondays.com le 28 mars 2011.
Swizz Beatz et son Monster Music Group signe une coentreprise avec Imagem Music USA. Le 7 mars 2012, Swizz Beatz annonce la publication d'une nouvelle mixtape intitulée Limitless, qui fait participer DMX, Nas, Rick Ross, The LOX et ASAP Rocky, ce dernier avec qui il compose le single Sreet Knock. Le 22 mars 2012, Street Knock en featuring avec ASAP Rocky est diffusée pour la première fois au Angie Martinez Show. Le 2 novembre 2012, il publie un nouveau single intitulé Everyday Birthday, en featuring avec Chris Brown et Ludacris. Swizz Beatz produit la chanson avec le producteur Jukebox,. Le 23 août 2013, il publie Hands Up, un nouveau single avec Lil Wayne, Nicki Minaj, Rick Ross, et 2 Chainz.
Son 2e album studio, finalement intitulé Poison, sort en novembre 2018.

## Techniques
Sur le plan musical, ses productions sont reconnaissables par leur rythme, leurs éléments récurrents et le minimalisme de la mélodie et de l'harmonie (la priorité est clairement laissée à la rythmique). Aussi, Swizz Beatz utilise souvent sa propre voix dans ses instrumentaux, notamment en poussant des cris (seul ou en groupe), samplés et répétés sur les contre-temps (c'est le cas de très nombreux morceaux qu'il a produits, comme (notamment) Tambourine d'Eve, Get Me Bodied ou Ring the Alarm de Beyoncé Knowles, ou encore Touch It de Busta Rhymes). Swizz Beatz est d'autre part un amateur des grosses caisses très profondes, type TR-808 : elles font office de basses dans la plupart de ses morceaux.

## Vie privée

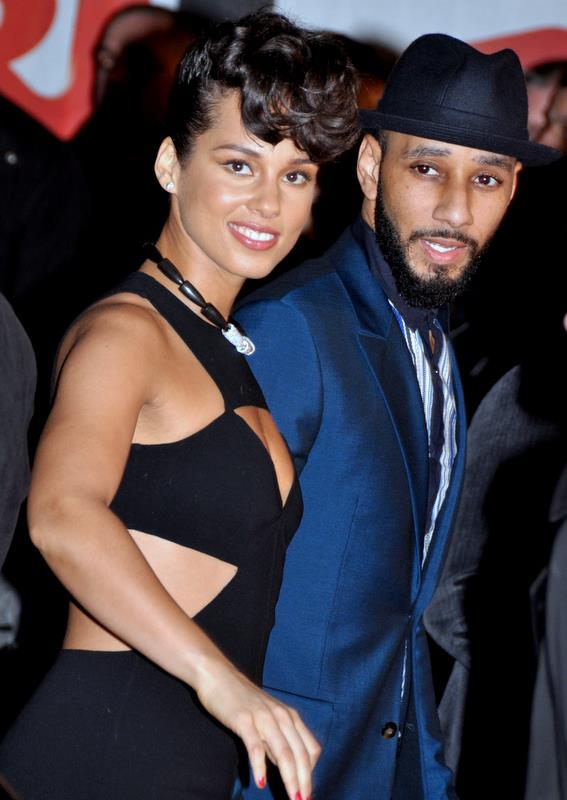
Swizz Beatz et son épouse Alicia Keys, à Cannes, en France, à la cérémonie des NRJ Music Awards, en janvier 2013.

Dean est de confession musulmane,. Le 25 octobre 2000, il devient père d'un garçon nommé Prince Nasir Dean, avec Nicole Levy. En 1998, Dean fait la rencontre de la chanteuse Mashonda Tifrere, et deviennent compagnons. En 2004, Dean épouse Tifrere. En décembre 2006, Mashonda Tifrere donne naissance à leur fils Kaseem David Dean, Jr. Leur premier fils est mort d'une fausse couche,,,,,,,,,,. En mai 2008, il a une petite fille appelée Nicole Dean avec Jahna Sebastian.
Swizz Beatz confirme sa relation avec la chanteuse Alicia Keys, dans une de ses chansons. Kasseem Dean et Alicia Keys ont 2 garçons : Egypt né en octobre 2010 et Genesis (le cinquième enfant de Swizz) né en décembre 2014. Ils se marient le 31 juillet 2010 en Corse.
En mai 2014, Dean est inclus au Bronx Walk of Fame, où une rue est nommée en son honneur : Swizz Beatz Street.

## Discographie

### Albums studio
- 2007 : One Man Band Man
- 2018 : Poison

### Compilation
- 2002 : Swizz Beatz Presents G.H.E.T.T.O. Stories

### Singles
- 2000 : Spit These Bars (Drag-On featuring Swizz Beatz)
- 2002 : Guilty (featuring Bounty Killer)
- 2002 : Bigger Business (featuring Birdman, Jadakiss, P. Diddy, Snoop Dogg, Ronald Isley, Cassidy et TQ)
- 2003 : Get It on the Floor (DMX featuring Swizz Beatz)
- 2004 : Bang Bang Boom (Drag-On featuring Swizz Beatz)
- 2005 : Set It Off (Young Gunz featuring Swizz Beatz)
- 2005 : Like That (Memphis Bleek featuring Swizz Beatz)
- 2005 : B-Boy Stance (Cassidy featuring Swizz Beatz)
- 2006 : Whuteva (Remy Ma featuring Swizz Beatz)
- 2006 : We in Here (DMX featuring Swizz Beatz)
- 2006 : New York Shit (Busta Rhymes featuring Swizz Beatz)
- 2007 : Return of the Hustle (Fabolous featuring Swizz Beatz)
- 2007 : My Drink N My 2 Step (Cassidy featuring Swizz Beatz)
- 2007 : It's Me Bitches
- 2007 : Money in the Bank
- 2007 : Set It Off (N.O.R.E. featuring Swizz Beatz et J. Ru$$)
- 2007 : Blow Ya Mind (Styles P featuring Swizz Beatz)
- 2007 : C'mon Baby (Saigon featuring Swizz Beatz)
- 2008 : Swing Ya Rag (T.I. featuring Swizz Beatz)
- 2009 : Who's Real (Jadakiss featuring Swizz Beatz et OJ da Juiceman)
- 2009 : Million Bucks (Maino featuring Swizz Beatz)
- 2009 : I Do (Lil Jon featuring Snoop Dogg et Swizz Beatz)
- 2009 : I Can Transform Ya (Chris Brown featuring Lil Wayne et Swizz Beatz)
- 2009 : On to the Next One (Jay-Z featuring Swizz Beatz)
- 2010 : We Are the World 25 for Haiti (artistes divers)
- 2010 : Stop the Party (Iron Man) (Busta Rhymes featuring Swizz Beatz)
- 2010 : Fancy (Drake featuring T.I. and Swizz Beatz)
- 2010 : Red Dot Special (Rha-Ta-Ta-Ta) (Spragga Benz featuring Swizz Beatz, Shabba Ranks et Kardinal Offishall)
- 2010 : Gucci Time (Gucci Mane featuring Swizz Beatz)
- 2010 : Start It Up (Lloyd Banks featuring Kanye West, Swizz Beatz, Fabolous et Ryan Leslie)
- 2010 : Ass on the Floor (Diddy – Dirty Money featuring Swizz Beatz)
- 2011 : Can a Drummer Get Some? (Travis Barker featuring Lil Wayne, Rick Ross, Swizz Beatz et Game)
- 2011 : Anything (Musiq Soulchild featuring Swizz Beatz)
- 2011 : Everyday (Coolin') (featuring Eve)
- 2011 : International Party (featuring Alicia Keys)
- 2012 : Street Knock (featuring ASAP Rocky)
- 2012 : Everyday Birthday (featuring Chris Brown et Ludacris)
- 2012 : Ima Boss (Remix) (Meek Mill featuring DJ Khaled, T.I., Rick Ross, Lil Wayne, Birdman et Swizz Beatz)
- 2012 : Throw It Away (Slaughterhouse featuring Swizz Beatz)
- 2012 : Tip (The Rangers featuring Swizz Beatz)
- 2017: Bane is back (DMX featuring Swizz Beatz)

## Filmographie
- 2014 : Dumb and Dumber To
- 2015 : Empire